# Manuel de la Torre Lloreda
Manuel de la Torre Lloreda, también conocido como Manuel Francisco de la Torre Lloreda (Pátzcuaro, Michoacán; 6 de junio de 1786 - ibídem; 26 de julio de 1836) Fue un sacerdote independentista, cura de Pátzcuaro y Santa Clara del Cobre, escritor, orador y poeta. Con frecuencia firmó sus obras profanas con el anagrama Lelardo Munela.

## Biografía
Hay poca información sobre la infancia de Manuel de la Torre Lloreda. Se sabe que fue hijo de don Francisco Justo de la Torre y de su esposa, doña Rosa Palacio. Como quedó huérfano de padre a los 2 años, su  madre volvió a casarse, con Francisco Lloreda, cuyo apellido adoptó Manuel en señal de gratitud. 
Estudió en el Seminario Tridentino de Valladolid, como se llamaba entonces el actual Seminario Diocesano de Morelia, ciudad que en su tiempo tenía el nombre de Valladolid. El ahora histórico seminario era casi su contemporáneo: fue fundado en 1760 por el obispo Pedro Sánchez de Tagle. De la Torre Lloreda asistió a clase en su primer edificio, ubicado en la plaza principal, frente a la Catedral, ahora palacio de gobierno de Michoacán.
La institución dice en su sitio Web: “Esta primera etapa del Seminario fue de vida fecunda y de ansias libertarias. El seminario de Valladolid era centro intelectual de toda la Nueva España que acogió y difundió las ideas de independencia y de liberalismo propios de la época. Con justo motivo se le ha llamado “La Cuna Ideológica de la Independencia”. Los célebres maestros que por sus ideas influyeron de manera determinante en los alumnos fueron: Manuel Abad y Queypo, Manuel de la Bárcena, Manuel Ruiz de Chávez y Vicente de Pisa. Prueba de ello son la lista numerosa de insurgentes que egresaron de las aulas del Seminario Tridentino: Nicolás y Mariano Michelena, Manuel Ruiz de Chávez, Manuel de la Bárcena, Manuel de la Torre Lloreda, Ignacio Rayón, José María Morelos, José María Izazaga, Mariano Tercero, Mariano Abasolo, Juan José Zavala, José María Echáiz, Miguel Zincúnegui y otros…  Esta institución refleja como las ideas de independencia y liberalismo propio de la ilustración y revoluciones liberales del siglo XVII tuvieron impacto en los pensadores e ilustrados mexicanos, siendo esto uno de los antecedentes de la independencia. 
“Rectores famosos de este tiempo fueron Vicente Gallaga y Villaseñor y Manuel de la Bárcena. El Seminario tuvo que cerrar sus puertas en 1810 por el papel tan importante que jugó Valladolid en la lucha de Independencia.
Tras el seminario, se fue a la Ciudad de México para estudiar Teología en la Real y Pontificia Universidad de México donde, a los 18 años de edad, obtuvo el título de Bachiller en Cánones. Más tarde regresó a Valladolid donde fue maestro en Teología y se ordenó presbítero; fue capellán de oposición y sacristán mayor de la iglesia de Jacona y cura de Santa Clara.
Fue aficionado a las lecturas prohibidas. Por ejemplo, en la biografía de la insurgente Gertrudis Bocanegra, se asienta que el Padre Manuel la enseñó a leer y la introdujo en el mundo de los libros prohibidos a partir de que ella se dio cuenta de que él leyó El contrato social de Jean-Jacques Rousseau.

## Su lucha por la independencia
Fue un reconocido simpatizante de las ideas independentistas, por las cuales en 1808 se le envió preso al convento del Carmen en Valladolid, de donde fue trasladado al convento de San Diego hasta que fue puesto en libertad por el arzobispo-virrey Francisco Javier de Lizana y Beaumont. Al año siguiente, en 1809, Manuel de la Torre Lloreda fue uno de los 17 participantes de la conjura de Valladolid reunidos en casa de José María García Obeso junto con Ruperto Mier, Manuel Muñiz, Vicente de Santa María y Manuel Villalongín, entre otros. Esta conjura como las otras, tenía como propósito el seguir los pasos del Ayuntamiento que ante la abdicación a la corona por parte de Carlos IV y Fernando VII, intentó ejercer la soberanía en la Nueva España. Después,  de la Torre Lloreda regresó a su curato, en los alrededores de Pátzcuaro, a ejercer su ministerio.
Eric Van Young menciona en su obra 10 documentos de Manuel de la Torre Lloreda. 6 son sobre el proceso de independencia. En los de 1813 analizó cómo la guerra significó gran pobreza para los habitantes de Pátzcuaro, los problemas que provocó la circulación de monedas falsas y explicó que por eso sólo pudo donar cien pesos al movimiento. En 1817 explicó que la desolación creada por los rebeldes, impidió la vida normal, incluso impartir los sacramentos religiosos regularmente.

## En el México independiente
En 1821 Juan O´Donojú junto con Agustín de Iturbide firmaron los Tratados de Córdoba donde reconocieron la independencia y soberanía del Imperio Mexicano; en ellos se planteó que se establecería una monarquía constitucional moderada con Fernando VII como emperador o algún otro miembro de la casa real. Una vez consumada la independencia y ante la realidad de que Fernando VII no llegaría a México, ni mandaría a algún príncipe de su casa reinante, Manuel de la Torre Lloreda fue de quienes propusieron darle la corona de una monarquía constitucional a Agustín de Iturbide y pronunció varios discursos apoyándolo desde Pátzcuaro. Pensaba que mientras el país no lograra fortalecer al gobierno, sería preso de “la impiedad, la ambición y la malevolencia,” fuerzas que estaban socavando ya a la monarquía. 
Para de la Torre Lloreda la monarquía constitucional ofrecía grandes ventajas: “... Tiene la conveniencia de la unidad de mando y de la estabilidad, pero sin despotismo, en virtud de la constitución, que lo frena. La misma monarquía constitucional encierra las ventajas de la aristocracia, es decir, la sabiduría y la fuerza de los mejores, en cuanto que hay cortes y consejos, sin degenerar en oligarquía; puesto que a más del monarca, entra también el “republicanismo” o democracia en razón del derecho de voto y de la acción popular mediante la prensa libre...” 
De la Torre Lloreda estuvo convencido de que la monarquía constitucional era mucho más conveniente para México que la república, porque, pensaba, “la democracia funciona en territorios más bien pequeños, no en una inmensidad como el mexicano. La democracia implica un estado avanzado de educación, que no es el caso de México. La república implica cierta igualdad social, contra la que choca la heterogeneidad de clases en este país...”
En 1823 Antonio López de Santa Anna proclama el Plan de Casa Mata para volver a instalar al congreso mexicano y anular el imperio,  el 19 de marzo de este mismo año cayó el Imperio de Iturbide cuando abdica la corona y es exiliado del país. En 1824 se promulgó la Constitución federal y, ante la situación, como muchos monárquicos, De la Torre Lloreda decidió buscar el acuerdo y participar en la redacción y firma de la constitución de su estado, hasta entonces Valladolid. Así, en 1825 fue diputado y secretario del Congreso Constituyente. Lo primero que discutieron fue el nombre de la entidad: como Estado libre federado debía llamarse Michuacan (con u y sin acento), Mechuacan o Michoacán (sin acento)?  ¿El origen de la palabra era purépecha o náhuatl? Tras caluroso debate y detenido examen de dos meses, el 28 de junio por votación se decidió que debía llamarse Michoacán (sin acento) por ser una palabra grave, pero poco a poco, aún en los papeles oficiales, se fue agregando la tilde del acento, hasta que derivó en el actual Michoacán. El nombre de Valladolid se le reservó a la capital, que así se llamaba desde 1545.
Manuel de la Torre Lloreda participó con el Congreso local en el cambio del nombre de la ciudad de Valladolid por Morelia el 12 de septiembre de 1828. Pronunció un florido discurso días después, mismo que fue publicado de inmediato por la Imprenta del Estado con el nombre de Discurso en el solemne aniversario de los patriotas difuntos celebrado en la Santa Iglesia Catedral de Morelia el 17 de septiembre de 1828. En él, tras hacer un repaso de la lucha por la independencia, llamó a los mexicanos a mantenerse unido frente a las acechanzas externas. Además, denunció los nexos entre una educación colonial estrecha y opresiva, y la falta de un gobierno adecuado en la época del gobierno español:
“Aquellos tiempos verdaderamente de obscuridad y de tinieblas, cuando la educación no tenía por objeto, sino la humillación y abatimiento; cuando se entretenía a los ingenios en cuestiones o inútiles o abstractas; reduciéndolas a un círculo pequeño de ideas; cuando se cuidaba imprimirles desde temprano como dogmas las máximas del servilismo; cuando se carecía de comunicación y de libros; y cuando el formidable tribunal (de la Inquisición) esclavizaba hasta las almas, queriendo aprisionar los pensamientos. ¡Ah!, en estos tiempos tenebrosos ¡qué grandeza de alma no se necesitaba para conocer la verdad en orden al gobierno! Entonces era necesario que el hombre dominara su siglo, que fuese superior a sus preocupaciones, que estudiara en sí mismo; en suma, que con igual trabajo al de los primeros autores, que han escrito de la ciencia política, meditara, combinara y dedujera consecuencias, subiendo de una en otra hasta descubrir los principios.”
En resumen, según el historiador el historiador Gerardo Sánchez Díaz, de la Torre Lloreda tuvo una "destacada participación en el diseño de la estructura de instituciones y la administración pública republicana". En sus intervenciones estuvieron presentes sus preocupaciones y propuestas en aspectos relacionados con el destino de los bienes de los pueblos indígenas, el pago de diezmos, el patronato eclesiástico, la integración y funcionamiento de los ayuntamientos, entre otras.
Tras estar un tiempo como cura en San Miguel Allende, se regresó a Pátzcuaro a ejercer su ministerio y escribir poemas y otras obras literarias. Murió el 26 de julio de 1836.

## Poeta y escritor
Como Lelardo Munela, Manuel de la Torre Lloreda, escribió versos, sonetos y poemas. Del 26 de diciembre de 1806 data uno de sus sonetos más famosos, publicado en el Diario de México 
“Al cigarro”

Tan solamente tú, cigarro amigo, 

Eres amigo fiel y verdadero, 

Sólo tú, leal y fino compañero, 

Estás sin variación siempre conmigo. 

Tú de mis gustos eres el testigo

Y en mis tristezas vienes el primero, 

Y si quiero tener un consejero, 

Quien me hable sin disfraz tengo contigo. 

Tu fuego las pasiones simboliza

En que ansioso yo mismo me consumo, 
 
Bebiendo el fuego que mí aliento atiza; 

Y si advierto tus voces, me presumo

Que me pintas mi fin en la ceniza

Y retratas mis gustos en el humo. 

De la Torre Lloreda, con diferentes pseudónimos, fue un constante colaborador del primer periódico local: El Astro moreliano.
En 1827, imprimió el que se considera como el primer libro impreso en tierras michoacanas: su traducción del italiano al español de Las Vigilias de Tasso, un texto de la cultura latina clásica.